# Путныня, Яутрите
Я́утрите Пу́тныня (латыш. Jautrīte Putniņa; 8 марта 1929, Палсманская волость, Латвия — 22 января 2017, Валмиера, Латвия) — советская и латвийская пианистка и педагог.

## Биография
С 10 лет училась в валмиерской музыкальной школе у Арнолда Синепса, в 16 лет поступила в Латвийскую консерваторию (класс Валерия Зоста).
В советский период ей было запрещено выступать в Риге.
Преподавала в Латвийской консерватории, в школах имени Дарзиня и имени Медыня; среди её учеников Марис Зембергс. Вместе с директором Валмиерской музыкальной школы Айварсом Цепитисом организовала ежегодный фестиваль старинной музыки в Валмиере.
В 2010 году была удостоена Большой музыкальной награды за многолетний вклад в музыкальное искусство.